# Winkler János
Winkler János (Budapest, 1954. szeptember 28. –) magyar üzletember, közgazdász, értékesítési, távközlési szakember. Korábban többek között a Westel 900 GSM Mobil Távközlési Rt. vezérigazgató-helyettese, a T-Mobile Magyarország Távközlési Rt. vezérigazgató-helyettese, marketing és értékesítési igazgatója, a Malév igazgatóságának elnöke, az E.ON Hungária Zrt. igazgatóságának az energiatermelésért, a beszerzési tevékenységekért és az ügyfélszolgálatért felelős tagja.

## Életpályája
1979-ben végzett a Budapesti Közgazdaságtudományi Egyetem közgazdász szakán. Pályáját a Nikex Külkereskedelmi Vállalatnál üzletkötőként kezdte. 1985-1991 között Kínában Magyarország pekingi kereskedelmi kirendeltségén dolgozott, első beosztása kereskedelmi titkár volt, majd később tanácsoshelyettes.
1992-től a Westel Rádiótelefon Kft.-nél országos értékesítési menedzser lett, majd később marketingigazgató-helyettes. 1994-től a már Westel 900 GSM Mobil Távközlési Rt. vezérigazgató-helyettese és marketingigazgatója volt, 1996-ig pedig vezérigazgató-helyettese. 1996 után már a T-Mobile Magyarország Távközlési Rt.-nél dolgozott, ekkor Winkler János együtt vitte a vezérigazgató-helyettesi, a marketing és értékesítési igazgatói pozíciókat. 2004-ben közreműködője volt a Westel/T-Mobile arculatváltásának és kiemelkedő szerepe volt abban, hogy a cég megőrizte piacvezető szerepét. 2006-ban, miután a T-Mobile egyesült a Magyar Telekom Nyrt.-vel a Magyar Telekom vezérigazgató-helyettese lett, 2006. január 20-ával.

## Végzettségei
- Közgazdaságtudományi Egyetem, közgazdász, 1979
- Purdue University, USA,[5] MBA diploma,[6] 2000

## Szakmai pályafutásának mérföldkövei
- 1980 – 1985 között a NIKEX Trading Co.Ltd. értékesítési igazgatója
- 1985 – 1991 NIKEX Trading Co.Ltd.– Magyar Kereskedőház helyettes kereskedelmi tanácsosa Pekingben
- 1992 – 1994 A Westel 450 Rádiótelefon Kft. Marketing és értékesítési igazgatója[7]
- 1994 – 1996 A Westel 900 GSM Mobil Távközlési Rt. vezérigazgató-helyettese
- 1996 – 2006 A T-Mobile Magyarország Távközlési Rt. vezérigazgató-helyettese valamint marketing és értékesítési igazgatója
- 2004  – nagy szerepet játszott a Westel/T-Mobile márkaváltásban, amely során a T-Mobile megtartotta piacvezető szerepét
- 2006. január 20. – 2008. A Magyar Telekom Nyrt., vezérigazgató-helyettese, operatív igazgató a mobilszolgáltatások üzletágban[8](2006-ban a T-Mobile egyesült a Magyar Telekom Nyrt.-vel.)
- 2008 – 2010. április 30. a Magyar Telekom Nyrt., vezérigazgató-helyettese és a Fogyasztói szolgáltatások üzleti egységének operatív igazgatója[9]
- 2010. augusztus 26. – 2011 A Malév igazgatóságának elnöke[10]
- 2011 márciusától 2014-ig az E.ON Hungária Zrt. igazgatóságának az energia értékesítéséért, az energiatermelésért, a beszerzési tevékenységekért és az ügyfélszolgálatért felelős tagja[11]

## Interjúk
- Winkler: Hiszünk a gyors mobilinternetben, Origo, Vendégszoba, 2006. április 3.